# Джулиъс Ниерере
Джулиъс Камбарадже Ниерере (Julius Kambarage Nyerere) е танзанийски политик – първият президент на Обединена република Танзания (1964-1985) и министър-председател на страната, както и президент на Танганика (1962-1964).
Известен е още като Муалиму – учител (на суахили), тъй като това е професията му, преди да започне да се занимава с политика. В тържествени случаи е наричан Баба Я Таифа (Баща на народа).
Роден е на 13 април 1922 г. в малкото селище Бутияма. Син е на Ниерере Бурито (1860-1942), вожд на племето занаки. Получава образование в Мусома, после в Табора, следва в университета Макерере в Кампала, където получава учителска диплома.
Връща се в Танганика и работи 3 години като преподавател по биология и английски език в St. Mary's Secondary School в Табора. През 1949 г. получава стипендия за обучение в Единбургския университет в Шотландия и завършва магистратура по икономика и история през 1952 г. Там се запознава с идеите на Фабианското общество.